# Andainette
L'Andainette est une rivière française du département de l'Orne, dans la région Normandie, et un affluent gauche de la Varenne, donc un sous-affluent du fleuve la Loire par la Mayenne et la Maine.

## Géographie
De 12,6 km de longueur, et située dans le nord ouest du parc naturel régional Normandie-Maine, l'Andainette est un affluent (rive gauche) de la Varenne, elle-même alimentée par de nombreux ruisseaux prenant leur source dans la forêt des Andaines. 

### Bassin versant
Son bassin versant est de 41 km2.

## Affluents
L'Andainette a onze tronçons affluents référencés, dont quatre de rang de Strahler deux et un de rang de Strahler trois.

### Rang de Strahler
Donc le rang de Strahler de l'Andainette est de quatre par le ruisseau du gué de la Chèvre.

## Hydrologie
Son régime hydrologique est dit pluvial océanique.

## Aménagements et écologie
Cette rivière serpente dans une vallée bocagère constituée majoritairement de prairies humides en fond de vallée, surplombées par des coteaux boisés.  
Le bassin de l'Andainette est classé en site Natura 2000 depuis 2014.